# Dasur, Indi
Dasur là một làng thuộc tehsil Indi, huyện Bijapur, bang Karnataka, Ấn Độ.